# Abbott et Costello
Abbott et Costello est le nom d'un duo comique durant les années 1940 et 1950 formé par les acteurs américains Bud Abbott et Lou Costello. Ils ont été connus en France sous le nom des « deux nigauds » pour une série de comédies burlesques au cinéma.
Aux États-Unis, ils ont animé une sitcom, The Abbott and Costello Show, diffusé pour la première fois de 1952 à 1954.
Leur saynète Who's on First? est particulièrement connue. Le décès de Lou Costello, en 1959, mettra fin au duo.

## Le duo comique
Pour le public français qui ne les a connus qu'après la Libération, ce duo comique apparaissait comme le successeur de Laurel et Hardy, avec cette différence que chez Laurel et Hardy, c'était le maigre qui faisait des gaffes et le gros qui lui faisait des reproches. Schéma inversé avec Abbott et Costello, où le petit gros joue le rôle du pitre gaffeur, tandis que le « maigre » tente de le raisonner[réf. souhaitée].
Les distributions foisonnaient d'acteurs vedettes de l'époque : les Andrews Sisters dans Deux Nigauds soldats (Buck Privates), Boris Karloff dans Deux Nigauds chez les tueurs, ou bien Bela Lugosi dans Deux Nigauds contre Frankenstein, où il se parodie lui-même dans son rôle de Dracula[réf. souhaitée].

## The Abbott and Costello Show

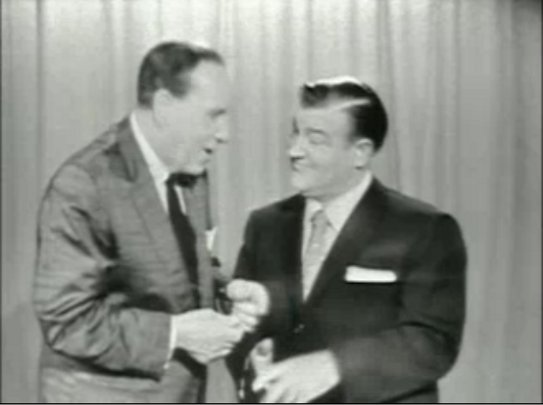
Abbott et Costello dans This Is Your Life sur la chaîne NBC (21 novembre 1956).

À la fin de 1953, une série d'épisodes filmés d'une demi-heure, The Abbott and Costello Show apparut conjointement sur des stations de télévision locales des États-Unis. La série est librement inspirée des émissions radio antérieures où apparaissaient les deux personnages à la fin des années 1940 ; les protagonistes sont un duo de chômeurs maladroits. L'un des schémas narratifs récurrents du spectacle montre Abbott enjoignant à Costello de trouver un emploi pour payer leur loyer, tandis qu'Abott ne lève même pas le petit doigt pour obtempérer. La série présente d'autres personnages, comme Sidney Fields, leur propriétaire et Hillary Brooke, voisine et amie parfois complice des manigances du duo. D'autres personnages reviennent aussi, comme le futur membre des Stooges Joe Besser dans le rôle de Stinky, un gamin pleurnichard costumé en Petit Lord Fauntleroy alors que l'acteur est visiblement adulte, et Gordon Jones qui incarne Mike le policier qui se fâche constamment contre Lou Costello.
La trame narrative très lâche était souvent un simple prétexte à recréer de vieilles situations comiques comme le fameux « Who's on First? », où dans un match de baseball le premier homme de base porte le surnom de Who (Qui en français), de sorte que l'assertion « Who's on First? » est équivoque, signifiant à la fois la question « Qui est le premier homme de base ? » et l'affirmation « Qui est le premier homme de base ». Quand on ajoute que la seconde base s'appelle What (Quoi en français), la troisième I Don'Know (Je ne sais pas en français), etc., si on requiert la connaissance des règles du baseball qui sont sous-jacentes, on comprend un peu les difficultés de l'adaptation française de dialogues si ancrés dans la langue et la culture américaine et leur recyclage bâclé en France. Mais le comique du sketch a été applaudi dans le monde anglophone par les plus exigeants et désigné par Time en 1999 comme le meilleur sketch comique du XXe siècle. Comme Costello était propriétaire de la série, les compères avaient aussi les droits sur leurs schémas de gags classiques. The Abbott and Costello Show eut deux saisons, mais trouva un plus vaste public à l'occasion de rediffusions à la fin des années 1960 et 1990. L'ensemble des épisodes a également bénéficié de trois rééditions DVD successives.

## Filmographie

### Cinéma
Sauf indication contraire, les informations mentionnées dans cette section peuvent être confirmées par la base de données cinématographiques IMDb,  présente dans la section « Liens externes ».
- 1940 : Une nuit sous les tropiques (One Night in the Tropics)
- 1941 : Deux Nigauds soldats (Buck Privates)
- 1941 : Deux Nigauds marins (In the Navy)
- 1941 : Fantômes en vadrouille (Hold That Ghost)
- 1941 : Deux Nigauds aviateurs (Keep'Em Flying)
- 1942 : Deux Nigauds cow-boys (Ride'Em Cowboy)
- 1942 : Rio Rita
- 1942 : Deux Nigauds dans une île (Pardon My Sarong)
- 1942 : Deux Nigauds détectives ('Who Done It?)
- 1943 : Deux Nigauds dans le foin (It Ain't Hay)
- 1943 : Deux Nigauds dans la neige (Hit the Ice)
- 1944 : Hommes du monde (In Society)
- 1944 : Aventures au harem (Lost in a Harem)
- 1945 : Abbott et Costello à Hollywood (Abbott and Costello in Hollywwod)
- 1945 : Show Boat en Furie (The Naughty Ninities)
- 1946 : Deux Nigauds vendeurs (Little Giant)
- 1946 : Deux Nigauds dans le manoir hanté (The Time of Their Lives)
- 1947 : Deux Nigauds démobilisés (Buck Private Come Home)
- 1947 : Deux Nigauds et leur veuve (The Wistful Widow of Wagon Gasp)
- 1948 : Trente-six Heures à vivre (The Noose Hangs High)
- 1948 : Deux Nigauds contre Frankenstein (Abbott and Costello Meet Frankenstein)
- 1948 : Deux Nigauds toréadors (Mexican Hayride)
- 1949 : Abbott et Costello en Afrique (Africa Screams)
- 1949 : Deux Nigauds chez les tueurs (Abbott and Costello Meet the Killer , Boris Karloff)
- 1950 : Deux Nigauds légionnaires (Abbott and Costello in the Foreign Legion)
- 1951 : Deux Nigauds contre l'homme invisible (Abbott and Costello Meet the Invisible Man)
- 1951 : Deux Nigauds chez les barbus (Comin' Round the Mountain)
- 1952 : La Poule aux œufs d'or (Jack and the Beanstalk)
- 1952 : Deux Nigauds en Alaska (Lost in Alaska)
- 1952 : Abbott et Costello rencontrent le capitaine Kidd (Abbott and Costello Meet Captain Kidd)
- 1953 : Deux Nigauds chez Vénus (Abott and Costello Go to Mars)
- 1953 : Deux Nigauds contre le Dr Jekyll et Mr Hyde (Abbott and Costello Meet Dr. Jekyll and Mr. Hyde)
- 1955 : Deux Nigauds et les flics (Abbott and Costello Meet the Keystone Kops)
- 1955 : Deux Nigauds et la momie (Abbott and Costello Meet the Mummy)
- 1956 : Deux Nigauds dans le pétrin (Dance with Me, Henry)

### Télévision
- 1952-1954 : The Abbott and Costello Show (Série TV)

## Dans la culture populaire
- Le film Rain Man fait référence au duo comique.
- Le film Premier Contact fait référence au duo comique : sur une idée d'un des personnages, les deux aliens y sont surnommés Abbott et Costello.
- Le film Profession : Génie fait référence au duo comique.
- La série Sherlock Holmes (BBC) fait référence au duo comique dans l'épisode 2 de la saison 2 (The Hound of Baskerville).
- Dans le jeu vidéo L.A. Noire, un des suspects suggère au protagoniste et à son coéquipier, deux enquêteurs à la brigade des mœurs, de prendre la suite d’Abbott et Costello. Mais les sous-titres français ont préféré parler de Laurel et Hardy, sans doute plus connus du public français.
- Dans l'épisode 24 de la 3e saison de la série télévisée Elementary, Sherlock Holmes et Alfredo regardent ensemble le sketch Who's on the first base sur le toit d'un immeuble.
- Dans la bd "Y, le dernier homme" vol II de Vauhan, Guerra, Parlov et Marzan : deux personnages entrent dans un théâtre en interrompant le spectacle, le visage masqué, et jouent des rôles. L'un des personnages taquine l'autre en le comparant à un sketch d'Abbott et Costello.